# 浪人劍客
《浪人劍客》（日語：バガボンド）是由日本漫畫家井上雄彥所創作的日本漫畫作品。改編自吉川英治的小說作品《宮本武藏》，並以此為基礎再加上井上雄彥個人思想的改編。至1998年起在講談社《週刊Morning》雜誌連載。日本國內總共發行的漫畫數量已經突破6000萬本。
本作品曾經獲得2000年第24屆講談社漫畫賞一般部門獎、2000年第4屆日本新媒體動漫藝術節漫畫部門獎及2002年第6屆手塚治虫文化獎漫畫大獎。
劍豪宮本武藏為本書的男主角、戰國末期和江戶時代轉折點、劍的時代青春期的舞台描寫。在歷史上的一個巨大的轉折點、劍客宮本武藏的夢想和撕裂、和佐佐木小次郎著名的巖流島決鬥、武藏決鬥和成為武藝者的描述。

## 簡介
佐佐木小次郎篇有一個為期長達一年的休載，于2005年5月再度展開連載。之后2010年12月再次進入長期的休載，并于2012年3月再度連載。
台灣中文版由尖端出版發行，與講談社同步製作、同步發售，書法家黃明勝擔任封面題字。
香港中文版由天下出版發行，是井上雄彥特別提請天下出版採用電腦分色作成的彩色版，是同作品唯一取得講談社授權的彩色漫畫；但因成本問題，2003年出至41册後停刊。

## 故事簡介

### 第一章 宮本武藏篇
1600年，新免武藏被好朋友本位田又八邀請，要在生活中取得成功便離開了家鄉（作州・吉野郷宮本村），之後關原之戰被打敗。幼小時，武藏不知道母親的感情，生命亦受到父親的威脅，他作為一個孩子被村裡的人詛咒為惡魔，唯一的生命意義是沒有被殺害。之後，武藏獲得泽庵承認自己的存在，使其心靈獲得救贖，還有阿通的存在、投入劍道，改名為「宮本武蔵」、開始了天下無雙的流亡之旅。
武藏四年後，後來又去了京都、遇到一些致命的打擊和各種強敵的人、遭受猶豫麻煩的過程中成長為天下無雙。另一方面、又八背叛了武藏、從那時起自心靈深處繼續奮鬥。
單行本1～13集。

### 第二章 佐佐木小次郎篇
時間追溯到關原之戰的17年前。
住在越前的一個角落失去了能量的劍豪钟卷自斋，拾起嬰兒佐佐木小次郎一起到肇東。小次郎天生耳聾、只創建一個劍與人的世界、踏上最強的道路。第一章開始之前武藏和傳七郎也出現了。
單行本14～20集。

### 第三章 地上最強篇
1605年的新年，舞台移到京都。武藏・又八・小次郎三人互相接觸的過程。
武藏挑戰清十郎・傳七郎兄弟並打敗。但是作為一個結果，像地獄與吉岡一門全員戰鬥、斬殺了70人後，雖然生存下來但也傷到右腳。武藏再次盯著自己的痛苦、找到自己的答案、「與對手對戰中尋找自我」再次出旅途尋求。
單行本21集～

## 登場人物

### 主要人物
宮本武藏
新免無二斎的兒子。作州「宮本村」浪人。二刀流的開山鼻祖。
原名新免武藏。在关原之战中武藏所属的西军战败，从战场上得以逃脱武藏决定游历天下，挑战强者，朝着天下无双的目标前进。在无数次生死较量的过程中，武藏在逐渐变强的同时，也开始明白，真正的强大并不是通过杀戮体现的。
佐佐木小次郎
钟卷自斋的弟子・佐佐木佐康的兒子。巖流的開山鼻祖。
武藏命中注定的宿敌。自幼对剑有着异样的执着，而且具有惊人的天赋。在钟卷自斋和伊藤一刀斋的身边学习，在几次生死搏斗之后成长为强大的剑客，自号“严流”。漫画中的小次郎被刻画成聋哑人，而且被赋予天真烂漫的性格，与小说原著不符，也许井上雄彦先生另有深意。
本位田又八
与武藏自小相识的好友，怂恿武藏离开家乡参与关原之战，战败之后与武藏一齐逃离战场。他与武藏拥有同一个命运的起点，然后却走上了截然不同的道路。当武藏名声日盛之时，又八却只能伪装成强者，在自卑与谎言中生存。最后安定后，为桥上的过客讲述已成为天下无双的武藏的故事。
澤庵宗彭
有如闲云野鹤般的和尚，可以说是武藏的老师（当然不是指武艺方面）也正是他使武藏重获新生。同时他也与柳生家有着很深的交情。
阿通
武藏青梅竹马的好友，又八的未婚妻。后来与又八解除婚约，居住在柳生谷，深得柳生石舟斋喜爱。在武藏大闹柳生谷之后，她便与城太郎一齐踏上寻找武藏的道路。
吉岡清十郎
吉冈道场的当家，被誉为“剑术天才”。虽是玩世不恭，从外表看完全是浪荡子弟，然而却有着高强的天赋与实力。这种实力正是他自小从一次次生死搏斗中积累而来的。為了迴避掉傳七郎跟武藏的死鬥而前往狙擊武藏，遭到劍藝成熟的武藏反殺而死。
吉岡傳七郎
清十郎之弟，是个完全醉心于剑道的武者，与清十郎一样是京城有名的剑客。虽然对清十郎终日流连花街柳巷的行为感到不满，但依然承认清十郎的实力在他之上。在與武藏決鬥前已經隱約感到自己敗北的可能性，最后在于武藏的决斗中战败被杀。
宝藏院胤舜
宝藏院第二代住持，被誉为“枪术天才”，与京城吉冈清十郎齐名。其高强的实力使武藏第一次感到恐惧。虽然枪术高超，但却缺乏以性命相搏的战斗经验，而这一点在与武藏的决斗中得到了弥补。最后与武藏交手的结果为一胜一负。在井上雄彥的畫展中，結局是在武藏隱居地以武藏好友的身分見了臨死前的武藏最後一面。
宝藏院胤荣
宝藏院第一代住持，曾跟随“剑圣”上泉信纲学习武艺，开创宝藏院流枪术。虽然为胤舜的高强武艺感到骄傲，但始终担心没有经历生死相搏的胤舜无法成长，因此在武藏挑战胤舜的时候曾给过武藏指点，是武藏成长历程中的一个重要的人物。在井上雄彥的畫展中，武藏死後與石舟齋前來迎接，問武藏「現在你知道什麼是天下無雙了嗎?」
柳生宗严
被称为“天下无双”的绝顶高手，师承“剑圣”上泉信纲，开创了柳生新阴流，晚年自号“石舟斋”。当武藏夜闯柳生谷时，卧病在床的石舟斋以不求人挡住武藏的刀，并说出“天下无双，何足挂齿”的话，使武藏深切体会到自己渺小。在井上雄彥的畫展中，武藏死後與胤荣前來迎接，問武藏「現在你知道什麼是天下無雙了嗎?」
柳生兵库助
石舟斋的孙子，虽然年轻，却是柳生同辈中最杰出的人物，其实力得到石舟斋的认可，成为柳生正统传人。与武藏仅有数面之缘，但彼此惺惺相惜。
辻风黄平
山贼“辻风组”的头领辻风典马之弟，与武藏渊源颇深。对自己的武艺颇为自负，但却在与佐佐木小次郎的交手中惨败，后来放弃用剑，化身为锁镰高手宍户梅轩。其后再次与武藏交手，被领悟出二刀流的武藏砍断手指，从此退出杀戮的螺旋。
伊藤一刀斋
一刀流的開山鼻祖。
战国时期最强的剑豪之一。曾拜在钟卷自斋门下，在击败了钟卷自斋之后自立门户。在初次见小次郎的时候便看出小次郎是一头被当成猫来饲养的猛虎，于是不断激发潜藏在小次郎体内对战斗的渴望，使小次郎完成蜕变。在小次郎的成长历程中起着至关重要的作用。
鐘卷自齋
师承中条流富田势源，曾是一流的高手。然而过了巅峰时期之后却发现自己除了剑道之外一无是处，只能把一切寄托在小次郎身上，独自把小次郎养育成人。为了避免小次郎步上自己的后尘，他曾不让小次郎接触剑。直到得知小次郎第一次在决斗中杀人之后，终于让小次郎跟随一刀斋游历磨练。
夢想權之助
自稱天下第一兵法家，以建立自己流派為目標的武術家，是未來創立全劍連仗術“神道夢想流杖術”的開山鼻祖。
目前是伊藤一刀斋的徒弟，在歷史上記載他是少數能夠和宮本武藏打成平手的劍客。關原之戰時年齡只有十五歲，跟伊藤一刀斋和佐佐木小次郎同行，那時候就已經和新免武藏（宮本武藏）見過面了。

## 出版書籍
| 冊數 | 講談社         | 講談社                 | 尖端出版社     | 尖端出版社            |
| 冊數 | 發售日期       | ISBN                   | 發售日期       | ISBN / EAN            |
| ---- | -------------- | ---------------------- | -------------- | --------------------- |
| 1    | 1999年3月19日  | ISBN 978-4-06-328619-9 | 1999年11月9日  | ISBN 978-957-101906-2 |
| 2    | 1999年3月19日  | ISBN 978-4-06-328620-5 | 1999年11月30日 | ISBN 978-957-101907-9 |
| 3    | 1999年7月19日  | ISBN 978-4-06-328644-1 | 1999年12月10日 | ISBN 978-957-102011-2 |
| 4    | 1999年10月20日 | ISBN 978-4-06-328658-8 | 1999年12月24日 | ISBN 978-957-102066-2 |
| 5    | 2000年1月19日  | ISBN 978-4-06-328672-4 | 2000年3月10日  | ISBN 978-957-102136-2 |
| 6    | 2000年4月19日  | ISBN 978-4-06-328685-4 | 2000年5月15日  | ISBN 978-957-102217-8 |
| 7    | 2000年7月18日  | ISBN 978-4-06-328702-8 | 2000年8月1日   | EAN 471-9863-04097-4  |
| 8    | 2000年10月20日 | ISBN 978-4-06-328720-2 | 2000年10月26日 | EAN 471-9863-04163-6  |
| 9    | 2001年2月16日  | ISBN 978-4-06-328736-3 | 2001年2月24日  | EAN 471-9863-04267-1  |
| 10   | 2001年5月21日  | ISBN 978-4-06-328755-4 | 2001年5月24日  | EAN 471-9863-04355-5  |
| 11   | 2001年8月16日  | ISBN 978-4-06-328763-9 | 2001年8月20日  | EAN 471-9863-04482-8  |
| 12   | 2001年11月16日 | ISBN 978-4-06-328779-0 | 2001年12月11日 | EAN 471-9863-04541-2  |
| 13   | 2002年3月15日  | ISBN 978-4-06-328804-9 | 2002年3月22日  | EAN 471-9863-04691-4  |
| 14   | 2002年6月17日  | ISBN 978-4-06-328823-0 | 2002年6月21日  | EAN 471-9863-04791-1  |
| 15   | 2002年10月21日 | ISBN 978-4-06-328850-6 | 2002年10月25日 | EAN 471-9863-05125-3  |
| 16   | 2003年2月18日  | ISBN 978-4-06-328871-1 | 2003年2月21日  | EAN 471-9863-04973-1  |
| 17   | 2003年6月21日  | ISBN 978-4-06-328891-9 | 2003年6月23日  | EAN 471-0614-36243-7  |
| 18   | 2003年11月19日 | ISBN 978-4-06-328916-9 | 2003年11月20日 | EAN 471-0614-36451-6  |
| 19   | 2004年3月20日  | ISBN 978-4-06-328945-9 | 2004年3月23日  | EAN 471-0614-36701-2  |
| 20   | 2004年7月22日  | ISBN 978-4-06-328970-1 | 2004年7月23日  | EAN 471-0614-37036-4  |
| 21   | 2005年9月18日  | ISBN 978-4-06-372464-6 | 2005年9月21日  | EAN 471-0614-37853-7  |
| 22   | 2006年2月22日  | ISBN 978-4-06-372497-4 | 2006年2月23日  | EAN 471-7702-20235-4  |
| 23   | 2006年6月23日  | ISBN 978-4-06-372526-1 | 2006年6月23日  | EAN 471-7702-20527-0  |
| 24   | 2006年10月23日 | ISBN 978-4-06-372553-7 | 2006年10月23日 | EAN 471-7702-20686-4  |
| 25   | 2007年3月23日  | ISBN 978-4-06-372582-7 | 2007年3月23日  | EAN 471-7702-20909-4  |
| 26   | 2007年7月23日  | ISBN 978-4-06-372612-1 | 2007年7月23日  | EAN 471-7702-21265-0  |
| 27   | 2007年11月29日 | ISBN 978-4-06-372640-4 | 2007年11月29日 | EAN 471-7702-21608-5  |
| 28   | 2008年5月23日  | ISBN 978-4-06-372685-5 | 2008年5月23日  | EAN 471-7702-21963-5  |
| 29   | 2008年11月28日 | ISBN 978-4-06-372750-0 | 2008年11月28日 | EAN 471-7702-22343-4  |
| 30   | 2009年5月28日  | ISBN 978-4-06-372795-1 | 2009年5月28日  | EAN 471-7702-22613-8  |
| 31   | 2009年9月3日   | ISBN 978-4-06-372827-9 | 2009年9月3日   | EAN 471-7702-22854-5  |
| 32   | 2010年1月15日  | ISBN 978-4-06-372866-8 | 2010年1月15日  | EAN 471-7702-23060-9  |
| 33   | 2010年5月27日  | ISBN 978-4-06-372903-0 | 2010年5月27日  | EAN 471-7702-23370-9  |
| 34   | 2012年10月23日 | ISBN 978-4-06-372947-4 | 2012年10月23日 | EAN 471-7702-25078-2  |
| 35   | 2013年4月23日  | ISBN 978-4-06-387195-1 | 2013年4月23日  | EAN 471-7702-25414-8  |
| 36   | 2013年10月23日 | ISBN 978-4-06-387261-3 | 2013年10月23日 | EAN 471-7702-25685-2  |
| 37   | 2014年7月23日  | ISBN 978-4-06-388340-4 | 2014年7月23日  | EAN 471-7702-26080-4  |

### 相關書籍
浪人劍客畫集《WATER》（バガボンド画集『WATER』）
浪人劍客彩色原画集。
| 冊數 | 講談社         | 講談社                 | 尖端出版社    | 尖端出版社           |
| 冊數 | 發售日期       | ISBN                   | 發售日期      | EAN                  |
| ---- | -------------- | ---------------------- | ------------- | -------------------- |
| 全   | 2006年10月24日 | ISBN 978-4-06-364672-6 | 2007年2月14日 | EAN 471-7702-20907-0 |

浪人劍客畫集《墨》（バガボンド画集『墨』）
浪人劍客線畫原画集。
| 冊數 | 講談社         | 講談社                 | 尖端出版社   | 尖端出版社           |
| 冊數 | 發售日期       | ISBN                   | 發售日期     | EAN                  |
| ---- | -------------- | ---------------------- | ------------ | -------------------- |
| 全   | 2006年10月24日 | ISBN 978-4-06-364673-3 | 2007年2月7日 | EAN 471-7702-20908-7 |

## 漫畫個展
2008年5月井上雄彥的個展與東京開始在全國各地的4個城市舉行。
| 展覽會名                                 | 展覽會場             | 開使期間                     |
| ---------------------------------------- | -------------------- | ---------------------------- |
| 井上雄彥 最後的漫畫展                    | 上野之森美術館       | 2008年5月24日～同年7月7日。  |
| 井上雄彥 最後的漫畫展 重版〔熊本版〕     | 熊本市現代美術館     | 2009年4月11日～同年6月14日。 |
| 井上雄彥 最後的漫畫展 重版〔大阪版〕     | 三得利美術館[天保山] | 2010年1月2日～同年3月14日    |
| 井上雄彥 最後的漫畫展 最終重版〔仙台版〕 | 仙台媒體中心         | 2010年5月3日～同年6月13日    |

## 外部連結
- バガボンド / 井上雄彦 原作 吉川英治 - モーニング公式サイト - モアイ （页面存档备份，存于）（日語）
- INOUE TAKEHIKO ON THE WEB （页面存档备份，存于）（日語）
- FLOWER 井上雄彦最後のマンガ展公式HP （页面存档备份，存于）（日語）